# Zapobieganie przeciążeniu
Zapobieganie przeciążeniu (en. Congestion avoidance) – działania podejmowane w sieciach komputerowych w celu uniknięcia przeciążeń w transmisji danych.
Podstawowy problem polega na tym, że wszelkie zasoby sieciowe są ograniczone, a w szczególności moc obliczeniowa routerów i przepustowość łączy. Takoż:
- we współczesnych sieciach bezprzewodowych całe pasmo (15-100 Mbit/s na rok 2006) jest bez problemu zużywane przez pojedynczy komputer PC,
- nawet w szybkich sieciach (np. 1 Gbit) sieć szkieletowa z łatwością może zostać przeciążona przez kilka klientów i serwerów,
- ponieważ sieci P2P są bardzo skalowalne, transmisje plików poprzez te sieci mają potencjał zużywania całego strumienia wyjściowego, szczególnie wtedy, gdy aplikacja preferuje blisko położonych klientów,
- ataki typu DDoS (przeciążenia usługi z użyciem botnetu) są w stanie zużyć całą przepustowość nawet największych sieci szkieletowych (40 Gbit/s, na rok 2006), powodując przeciążenia na dużą skalę.

Implementacje ukierunkowanych na unikanie przeciążeń protokołów, takich jak szeroko stosowany protokół TCP, zwykle śledzą błędy, opóźnienia i utraty pakietów (vide QoS) i odpowiednio dostosowują prędkość transmisji.